# Kogut z majoliki wasylkowskiej

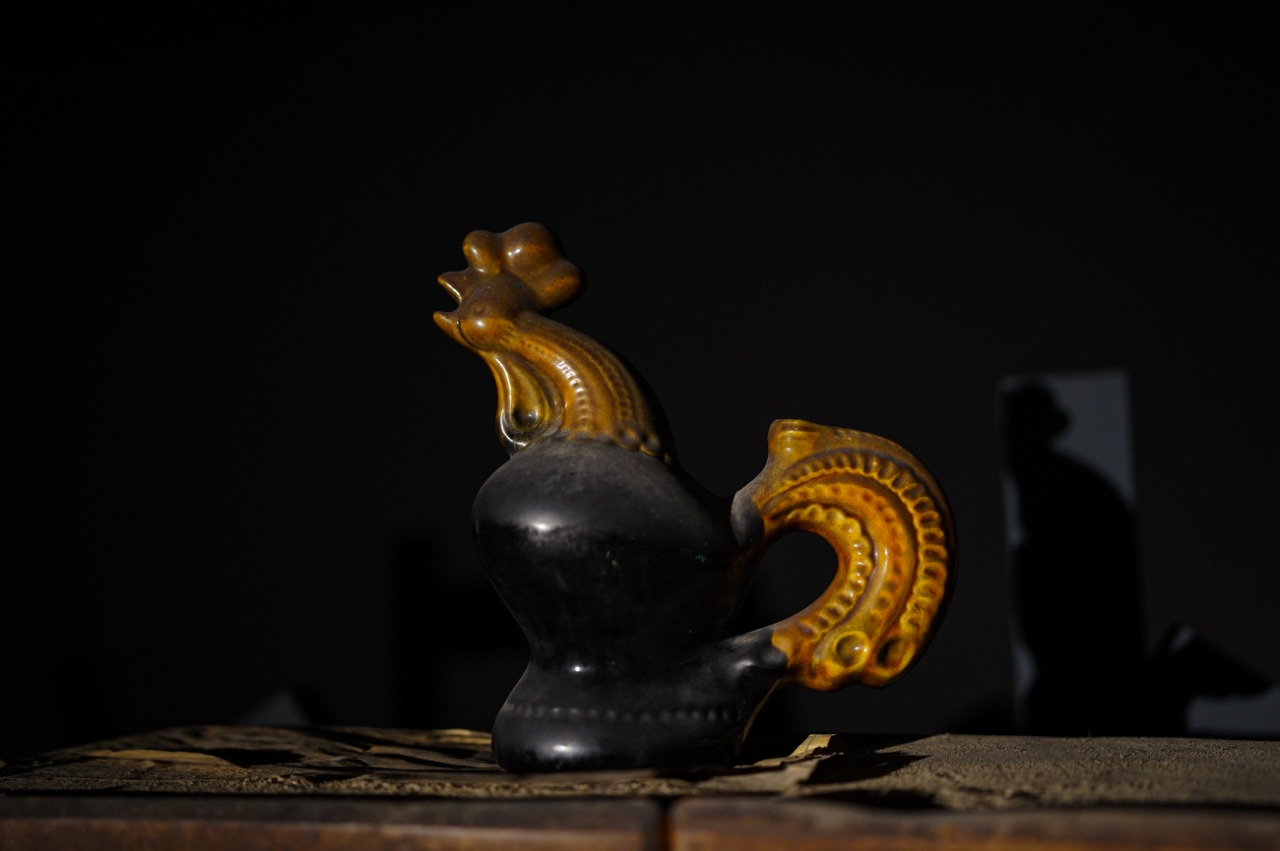
Kogut z Borodzianki, Kijowska Miejska Galeria Sztuki „ŁAWRA”, Kijów, 2022

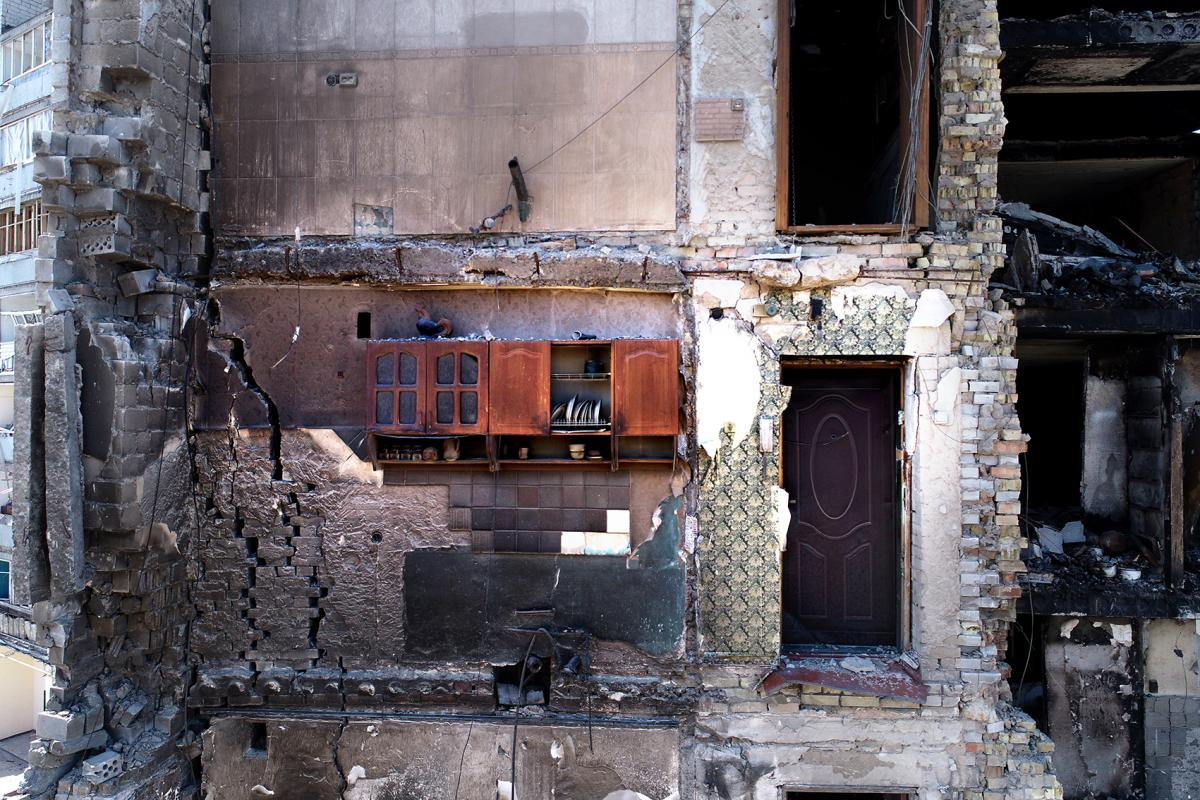
Szafka kuchenna z ceramicznym kogutem, Borodzianka

Kogut z majoliki wasylkowskiej, także kogut z Borodzianki – ozdobna karafka, gliniana figurka koguta, ocalała w mieszkaniu zniszczonym w czasie bombardowania Borodzianki. Stała się symbolem oporu, stabilności i niezłomności narodu ukraińskiego w czasie inwazji Rosji na Ukrainę.

## Historia
Ceramiczne koguty były produkowane w fabryce majoliki w Wasylkowie pod Kijowem od wczesnych lat 60. do lat 80. XX w. Projekt koguta początkowo błędnie przypisywano Prokopowi Bedasiukowi (1895–1973). Serhij Denysenko, główny artysta wasylkiwskiej fabryki majoliki, uważa, że autorstwo koguta należy do Walerego Protoriewa (1924–1997) i jego żony Nadii. Projekt figurki, pod względem stylu i cech artystycznych, jest spójny z innymi projektami małżeństwa Protoriewów m.in. Dobra Bestia, Zła Bestia. Według Denysenki powstał na przełomie lat 50. i 60. XX w.
Figurki koguta stały się sławne po tym, jak zdjęcie ocalałej, po bombardowaniu, szafki z kogutem trafiło do mediów społecznościowych. Borodzianka, zamieszkiwana przez ok. 13 tys. osób, została niemal doszczętnie zniszczona w wyniku działań wojsk rosyjskich. 6 kwietnia 2022 r. fotoreporterka ukraińskiej telewizji Suspilne Jełyzaweta Serwatynska przebywała w Borodziance, gdzie zauważyła i sfotografowała mieszkanie, w częściowo zniszczonym wieżowcu, z którego ocalała jedna ściana, z wiszącą na niej szafką kuchenną. Początkowo to właśnie szafka stała się popularna w mediach społecznościowych. Przypisuje się, że uwagę na koguta stojącego na szafce, zwróciła zastępczyni Rady Miejskiej Kijowa Wiktorija Burdukowa. Według administratorki Municypalnego Centrum Artystycznego we Lwowie, Marty Lubiwy karafka w kształcie koguta była popularna i znajdowała się w wielu ukraińskich domach. Służy nie tylko jako ozdoba, ale również jako naczynie na wino lub kompot.
9 kwietnia 2022 r. artystka pochodząca z Charkowa, Wałerija Polanskowa, podarowała koguty z majoliki wasylkowskiej premierowi Wielkiej Brytanii Borisowi Johnsonowi i prezydentowi Ukrainy Wołodymyrowi Zełenskiemu. Polanskowa kupiła te karafki z myślą o wysłaniu ich znajomym z Polski. 13 kwietnia 2022 r. podarowany przez artystkę kogut, widoczny był w tle podczas, opublikowanego na Facebooku, wystąpienia Zełenskiego.

## Eksponat muzealny

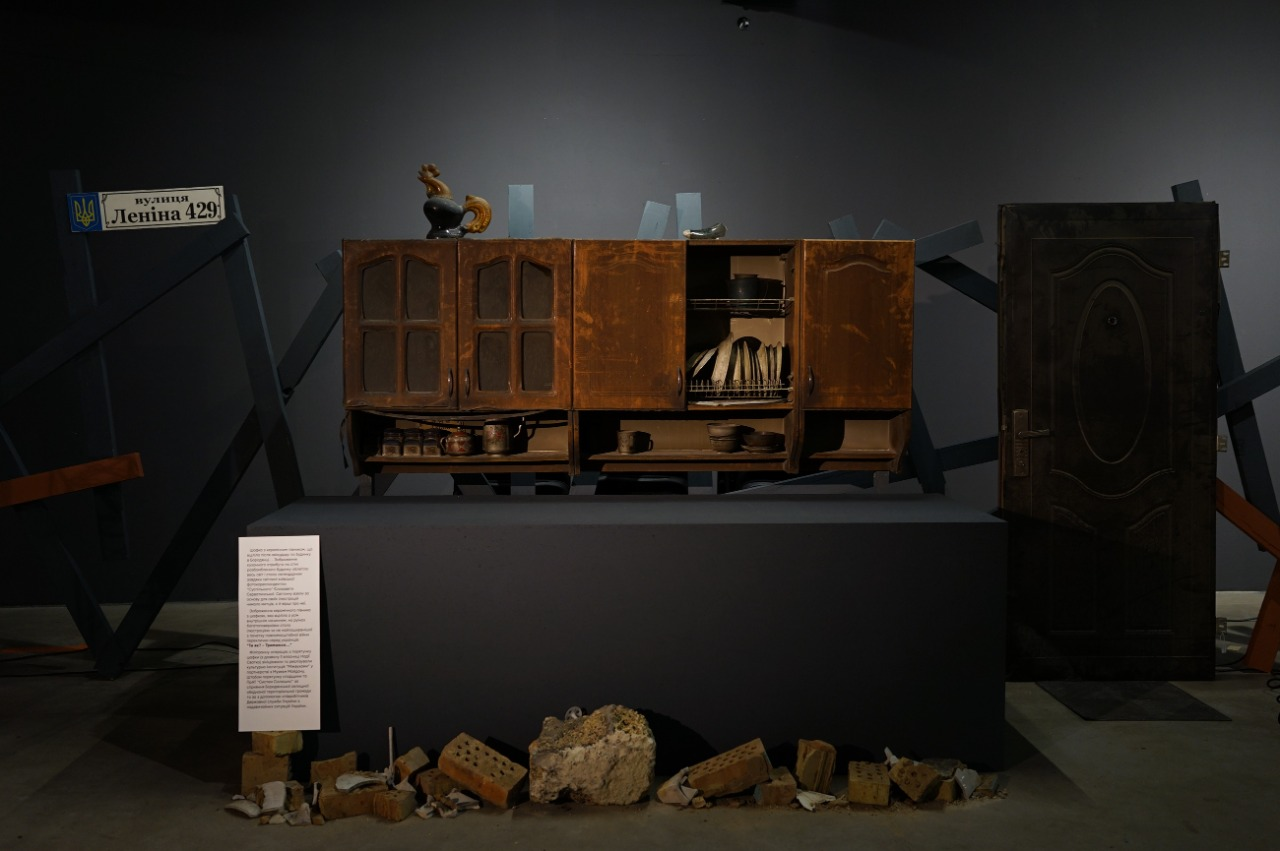
Szafka kuchenna z kogutem jako eksponat wystawy w Kijowskiej Miejskiej Galerii Sztuki „ŁAWRA”, 2022

Właścicielką mieszkania z ocalałą szafką była Nadija Swatko. Po uzyskaniu jej zgody, 14 kwietnia 2022 r. przystąpiono do demontażu szafki, poprzedzonego wykonaniem szczegółowej dokumentacji za pomocą drona. Wykonano zdjęcia, filmy i stworzono model 3D. Nagrano również świadectwa okolicznych mieszkańców. Kogut wraz z szafką trafił na ekspozycję w Narodowym Muzeum Rewolucji Godności.
W lipcu i sierpniu 2022 r. koguta z Borodzianki można było oglądać w Muzeum Narodowym Ukraińskiej Sztuki Ludowej. W dniach 26–28 sierpnia 2022 r. figurka koguta, podarowana w Kijowie premierowi Wielkiej Brytanii, stanowiła eksponat wystawowy podczas szóstego Międzynarodowego Szczytu Kultury w Edynburgu. Wydarzenie to koncentrowało się na dyskusjach o kulturze i wolności, wywołanych rosyjską inwazją na Ukrainę.
Szafka kuchenna z kogutem z Borodzianki była jednym z eksponatów wystawy „Wojna o tożsamość. Siła oporu kulturowego” zorganizowanej z okazji Dnia Godności i Wolności w Kijowie w Kijowskiej Miejskiej Galerii Sztuki „ŁAWRA”. Wstawa była czynna od 21 listopada do 22 grudnia 2022 r.

## Symbol

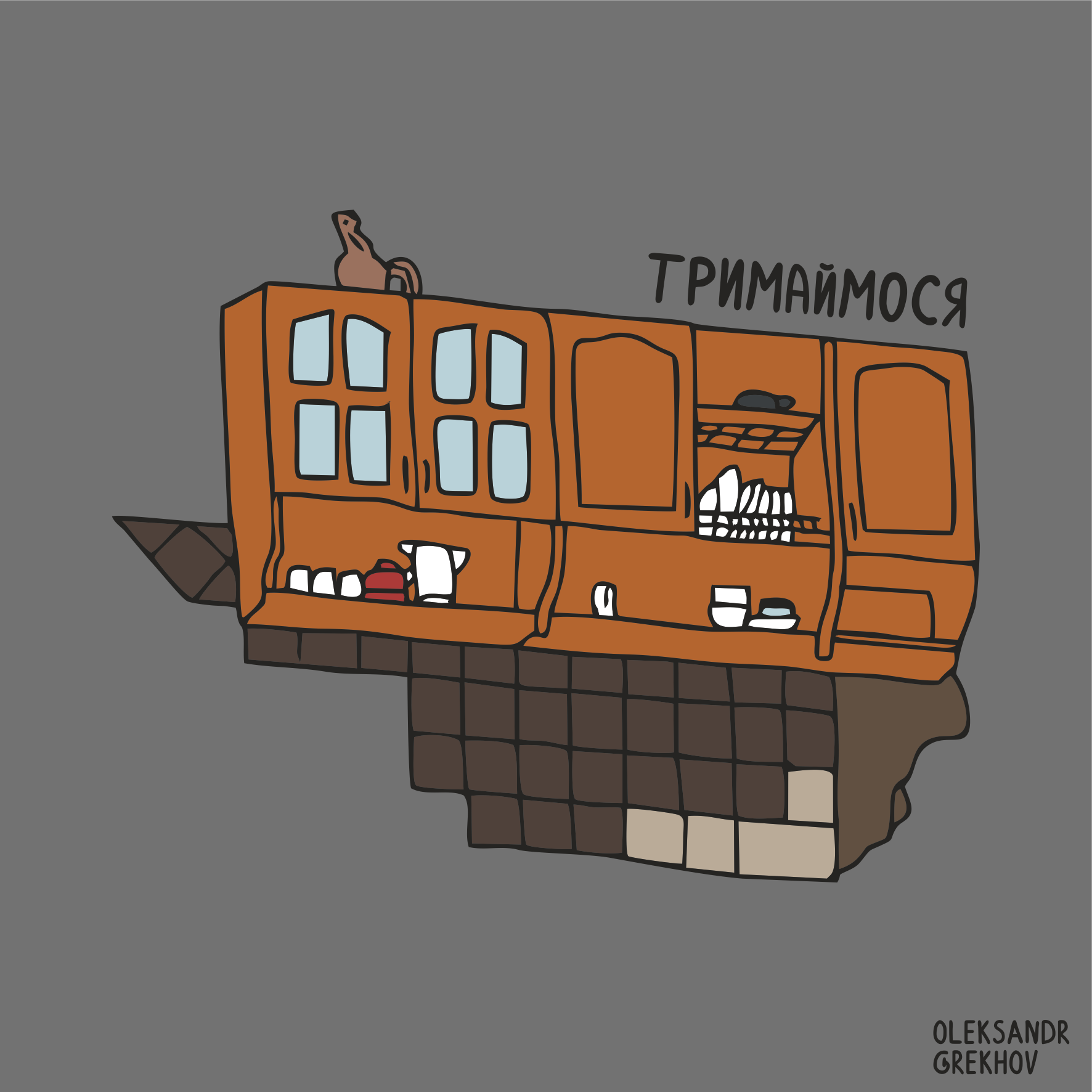
Ilustracja autorstwa Ołeksandra Grechowa

Szafka kuchenna i stojący na niej ceramiczny kogut, które przetrwały bombardowanie wieżowca, stały się symbolem stabilności i niezłomności narodu ukraińskiego. W mediach społecznościowych pojawiły się liczne memy: „Bądź tak silny jak ta szafka kuchenna”, „Jak się masz? – Trzymam się...”, „Jak ty, szafko kuchenna?”, czy krótsza wersja „Trzymam się”.
Prezydent Zełenski napisał na swoim profilu na Instagramie: „Gliniane koguty, kopie tych, które były na słynnym zdjęciu ze zniszczonej Borodzianki. Stały się symbolem stabilności narodu ukraińskiego. Wierzymy, że to dobry znak. Wygramy!”. 7 kwietnia 2022 r. ukraiński deputowany Roman Hryszczuk napisał na Twitterze: „Chcecie wiedzieć, jak czujemy się na Ukrainie? Jak ta szafka. Rosjanie próbują nas złamać, ale się trzymamy. I będziemy się trzymać aż do zwycięstwa”. Ukraiński portal informacyjny Zaborona Media napisał: „Ukraina ma nowy symbol niezwyciężoności”.
Kogut pojawił się na ilustracjach m.in. Ołeksandra Grechowa i Dimy Kowalenko. W 2022 r. litewski projektant Laimės Kūdikis wykonał projekt pisanek wykorzystując m.in. motyw koguta z Borodzianki.
W 2022 r. fundacja charytatywna Prawdziwi Ukraińcy, której powstanie zainicjował Tymofij Szłenew, koguta z Borodzianki uczyniła jedną z nagród w loterii z okazji Dnia Niepodległości Ukrainy. Celem zbieranych funduszy był zakup trzech samochodów dla jednostek wojskowych: A0998, A2573 i A4093.